# Krnska jezera
Krnská jezera jsou skupinou ledovcovo-krasových jezer nacházejících se nad vesnicí Krn pod vrcholem Krnu v Julský Alpách ve Slovinsku. Jezera leží v nadmořské výšce 1360 m až 1801 m. Tradičně se uvádí tři jezera, ale čtvrtým je ještě malé jezírko na Planině Duplje.

## Jezera
| jezero                  | rozloha (ha) | délka (m) | šířka (m) | m.hl. (m) | objem (m³) | n.v. (m) | pobřeží (m) | Souřadnice                       |
| ----------------------- | ------------ | --------- | --------- | --------- | ---------- | -------- | ----------- | -------------------------------- |
| Krnsko jezero           | 5,90         | 390       | 150       | 17,5      | —          | 1 394    | —           | 46°17′02″ s. š., 13°41′05″ v. d. |
| Dupeljsko jezero        | 0,44         | 70        | 40        | 3,6       | —          | 1 360    | —           | 46°17′20″ s. š., 13°41′53″ v. d. |
| Jezero v Lužnici        | 0,50         | 80        | 70        | 10        | —          | 1 801    | —           | 46°15′19″ s. š., 13°41′08″ v. d. |
| Mlaka na Planini Duplje | 0,02         | 20        | 10        | —         | —          | 1 387    | —           | 46°17′08″ s. š., 13°41′36″ v. d. |

## Galerie

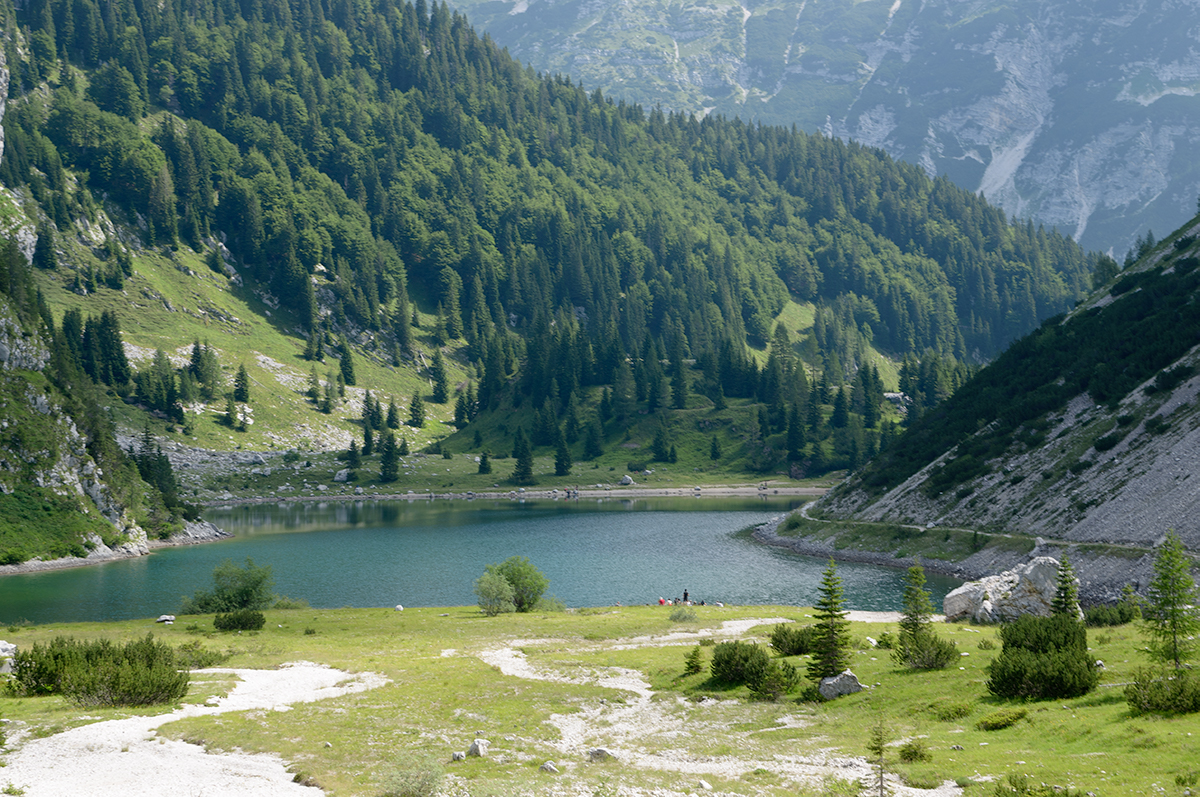
Krnsko jezero
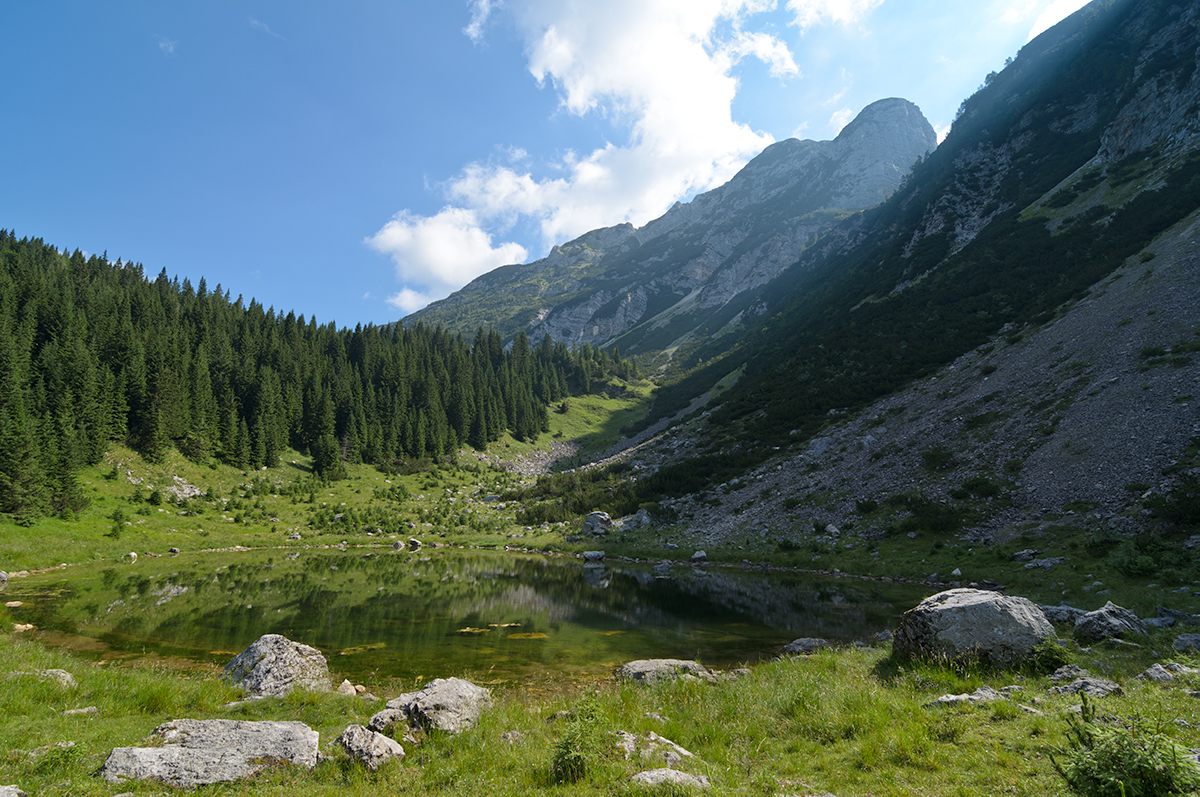
Dupeljsko jezero
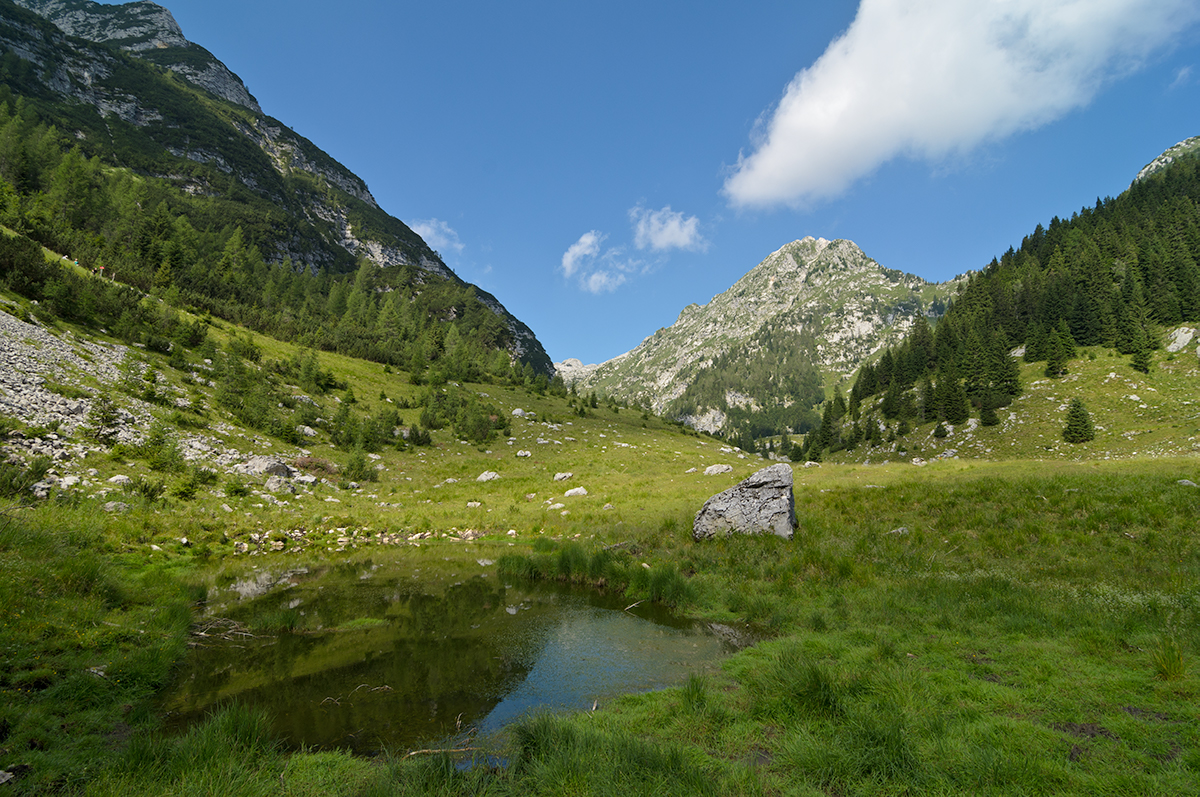
Mlaka na Planini Duplje
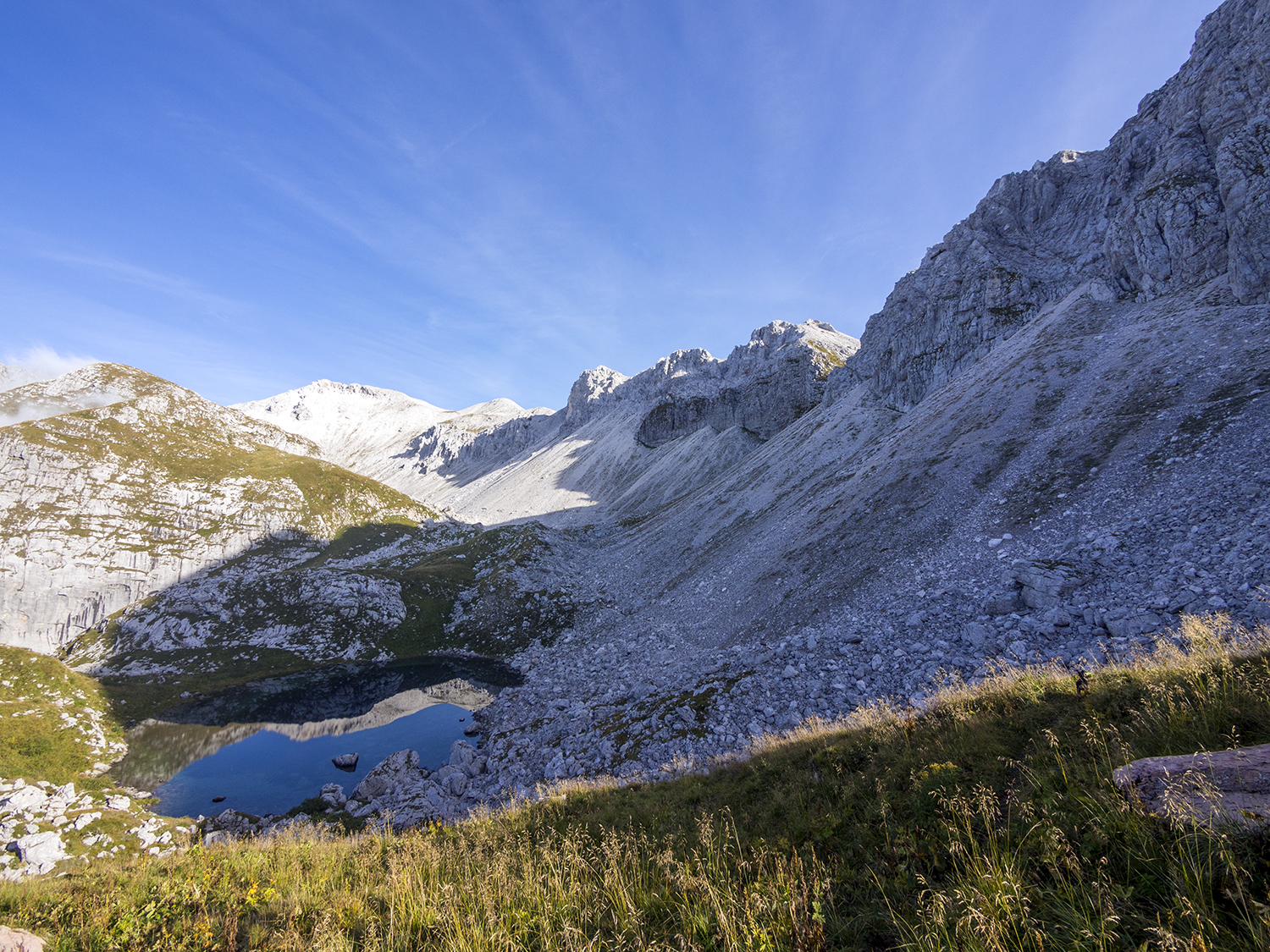
Jezero v Lužnici